# Oberbayerisches Landrecht von 1346

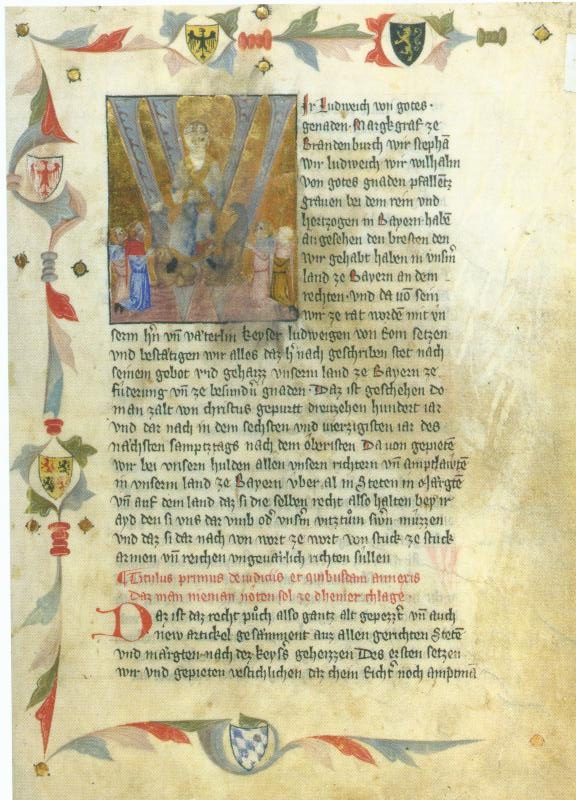
Die Titelseite des Oberbayerischen Landrechts zeigt Kaiser Ludwig auf einem Thron. In den Händen hält er Zepter und Reichsapfel. Oberbayerisches Landrecht, um 1346, Bayerische Staatsbibliothek München (Cgm 1506)

Das Oberbayerische Landrecht von 1346 wurde zur Zeit Kaiser Ludwigs des Bayern als Landrecht für das Herzogtum Oberbayern erlassen.

## Geschichte
In den 1330er Jahren begann Ludwig eine Intensivierung seiner Landesherrschaft, unter anderem entstand eine Sammlung von Rechtsnormen, die zwischen 1334 und 1336 im Namen seiner vier Söhne veröffentlicht wurde. Das Buch muss spätestens im Lauf des Jahres 1336 verbreitet gewesen sein, denn im Dezember jenes Jahres ist erstmals beurkundet, dass ein bayerischer Land- und Stadtrichter, nämlich Heinrich Gürttler von Landsberg, ein Urteil „nach des rechtbuechs sag“ verkündet hat.
Mit der Überarbeitung der Sammlung, dem Oberbayerischen Landrecht von 1346 entstand ein Gesetzbuch, das Rechtsgrundlage für alle Gerichtsentscheidungen in Oberbayern sein sollte. Das nach Freyberg auf 350 Artikel angewachsene Landrecht war in deutscher Sprache verfasst und enthielt verfahrens-, straf-, zivil- und verwaltungsrechtliche Normen. Im Verfahrensrecht wurde der freie Schöffenprozess durch eine an das Rechtsbuch gebundene Urteilsfindung ersetzt. 
Die Neufassung des Oberbayerischen Landrechts von 1487 bildete die Grundlage der Landrechtsreformation (Reformacion der bayrischn Lanndrecht) Herzog Wilhelms IV. von 1518, die weiterhin nur für Oberbayern galt.
Der Plan, dieses Recht auch in Niederbayern einzuführen, scheiterte. Eine einheitliche Rechtsprechung für ganz Bayern erfolgte erst Anfang des 17. Jahrhunderts mit dem Codex Maximilianeus unter Maximilian I. In einzelnen Gebieten wie den 1505 tirolisch gewordenen Ämtern Kitzbühel, Kufstein und Rattenberg hatte Ludwigs oberbayerisches Landrecht bis zu Beginn des 19. Jahrhunderts Gültigkeit.